# هورشت هروبش
هورشت هروبش (به آلمانی: Horst Hrubesch) بازیکن فوتبال و مهاجم اهل آلمان است که از سال ۱۹۸۰ میلادی عضو تیم ملی فوتبال آلمان بوده‌است. وی در ۲۱ بازی ملی حضور داشته است و آخرین بازی ملی خود را در سال ۱۹۸۲ میلادی انجام داد. هورشت هروبش در بازی‌های ملی‌اش ۶ گل به ثمر رساند.